# Hisashi Yamamoto
Hisashi Yamamoto (jap. 山本 尚, Yamamoto Hisashi; * 16. Juli 1943 in Kōbe) ist ein japanischer Chemiker (Organische Chemie), der Professor an der University of Chicago ist.
Yamamoto studierte an der Universität Kyōto mit dem Bachelor-Abschluss 1967 und wurde 1971 an der Harvard University promoviert. 1972 bis 1977 war er Assistenzprofessor an der Universität Kyōto und 1977 bis 1980 Associate Professor an der University of Hawaii. 1983 bis 2002 war er Professor an der Universität Nagoya und war danach Professor in Chicago.
Er befasste sich mit enantioselektiver Katalyse in der organischen Synthese, speziell mit Lewis-Säuren als Katalysatoren. Er leistete hier Pionierarbeit und führte eine ganze Reihe neuer Katalysatoren/Liganden ein, zum Beispiel organische Verbindungen mit Aluminium, mit Binaphthol oder basierend auf Weinsäure (CAB), Aminosäuren und Hydrochinon.
2007 erhielt er einen Humboldt-Forschungspreis, 2006 den Tetrahedron-Preis, 2011 den Ryōji-Noyori-Preis, 1993 die Prelog-Medaille und 2009 den American Chemical Society Award for Creative Work in Synthetic Organic Chemistry. Seit 2003 ist er Fellow der American Association for the Advancement of Science. 2006 erhielt er den Tetrahedron Prize und 2007 den Japan Academy Prize, 2002 den Grand Prix de la Fondation Maison de Chimie und 2009 den Großen Preis für Synthetische Organische Chemie in Japan. 2002 erhielt er in Japan die Medaille mit Purpurnem Band. 2011 wurde er in die American Academy of Arts and Sciences gewählt. Für 2017 wurde ihm der Roger Adams Award zugesprochen.

## Schriften
- mit Koichiro Oshima (Herausgeber): Main Group Metals in Organic Synthesis. John Wiley & Sons, 2006
- mit Eric N. Jacobsen, Andreas Pfaltz (Herausgeber) Comprehensive Asymmetric Catalysis, 3 Bände, Springer Verlag 1999 (Supplement 2004)
- Herausgeber mit Erick M. Carreira: Comprehensive Chirality, 9 Bände, Elsevier 2012
- Herausgeber: Lewis acid reagents : a practical approach, Oxford University Press 1999
- Herausgeber: Lewis acids in organic synthesis, Wiley-VCH, 2 Bände, 2000